# Amelia Cristina Guízar
Amelia Cristina Guízar (1950-   ) nació en la Ciudad de México. Es licenciada en composición y doctora en derecho. Sus padres fueron Amelia Bermúdez Álvarez y Clemente Guízar.
Entre sus obras destacan sus misas y sus piezas populares como Mi hermosa Toluca (que tiene dos versiones: la letra de ella y la de su esposo, Álvaro Molina Enríquez) y San Juan de Ulúa Cautiverio, que son las más conocidas.
Inició sus estudios de música con la maestra Dora Castillo López; hizo la licenciatura en piano en la Academia Schaffenburg, incorporada al Conservatorio Nacional de Música. Realizó sus estudios de composición con el maestro José Mechaca, y de perfeccionamiento pianístico con el maestro José Sandoval.
Hizo la diplomatura en pedagogía musical con el maestro Fritz Gabor, director del Conservatorio Franz Liszt de Hungría.

Ha sido invitada para presentar sus composiciones en Londres, Bruselas, Lovaina, Gante (donde estudió su doctorado), París y Oslo.
Fue representante de México en Europalia 95, en Bonn, Alemania, y Valencia, España.
Actualmente es Directora de la Academia Sistema Opus 22, del Coro Suizo de la Ciudad de México, y Directora de Operación de la Orquesta Filarmónica de la Ciudad de México.
Actualmente su Misa de Gloria han sido interpretada en 2009 por el director Enrique Batiz Campbell con la OSEM, en 2010, en Canadá, por el director Marco Parisotto, y en abril en la Ciudad de México por el director Armando Cedillo con el Ensamble de Alientos de la Ciudad de México.

## Obras
Ha compuesto varias piezas muy destacadas, de las cuales podemos mencionar algunas:
- 1.- Mi hermosa Toluca
- 2.- Campana de Dolores
- 3.- San Juan de Ulúa Cautiverio
- 4.- Composición a mi padre

## Su Misa de Gloria
Compuesta en 1990. 

a)Kyrie Señor ten Piedad 

b)Gloria 

c)Salmo responsorial 

d)Sanctus Santo 

e)Agnus Dei - Cordero de Dios 

f)Comunión Ave María 

6.-Vals Amelita 

7.-Navideñas 

a)Tiempo de Adviento u Ofertorio 

Entre otras
Aprendió a tocar el piano, acordeón, mandolina y guitarra. Tito Guízar compositor y director de cine mexicano le enseñó a tocar la guitarra. Exdirectora de la estudiantina del Colegio Francés del Pedregal en 1961 y formó en 1994 el exitoso Coro Suizo de la Ciudad de México, donde actualmente se presentan a cantar en presentaciones y eventos.

## Coro Suizo de la Ciudad de México
Nota es un coro libre e independiente del Colegio Suizo de México.
Fundado en 1994 bajo la dirección de la Maestra Amelia Cristina Guízar Bermúdez.
Tuvo su primera presentación en marzo de 1995 en el marco de la ceremonia de los 30 años del Colegio Suizo de México, nombre que aportó durante 10 años de exitosa trayectoria, ha grabado programas para Radio Educación.
En junio de 1995 se presentó ante el primer ministro de Suiza[¿quién?] y en diciembre del mismo año se presentó en el Festival Internacional de plaza Loreto, como representante en Suiza.
Participó en febrero de 1997 en los festejos organizados por la Embajada de Suiza en México.
En diciembre de ese mismo año ofreció su Concierto Navideño, incluyendo en el repertorio obras clásicas de Johann Sebastian Bach, Schubert, Haendel, Beethoven, villancicos tradicionales suizos y mexicanos, así como 2 obras de estreno mundial de Amelia Cristina Guízar.
En el año de 1998, fue invitado por la Secretaría de Cultura del Gobierno de Jalisco donde presentó su Concierto "Historia de México a través de la Música" con tanto éxito que uno de los periódicos "El Informador" de Guadalajara, en su sección cultural, dedica toda una plana al Coro y termina su crítica con la siguiente nota: "...se despidieron y en el ambiente, además del olor a piedra mojada, quedó la sensación de haberle dado la vuelta al mundo y a la historia en unos cuantos minutos". G. González.
Durante el mismo año, se presentó el 6 de marzo en la Universidad Autónoma Tecnológica de Nezahualcóyotl, el 6 de junio en el Hospicio Cabañas de Guadalajara, Jalisco, el 19 de junio en el Real Club España de México, el 5 de noviembre en el Centro Hospitalario Siglo XXI del IMSS y en 1999, el 28 de febrero en la Casa de la Cultura de Azcapotzalco y el 7 de marzo en el Zócalo de Jilotepec, Edo. de México y en 2002 se presentó en la celebración del día Internacional de la Mujer el día 8 de marzo, en la Contraloría General del GDF.
Asimismo el 9 de mayo fue invitado por la Secretaria de Economía para dedicar un concierto al día de las madres, además cantaron en la celebración del X aniversario del Colegio Suizo de Cuernavaca, Morelos.
En marzo de 2003 fue invitado por el Servicio Exterior Mexicano, para participar en los "Conciertos de primavera", por el Instituto Cultural Mexiquense para presentar el "Concierto México Norte, Sur, Este y Oeste" y los "Conciertos Navideños".
A partir del 20 de marzo de 2004 hace su primera presentación con una nueva imagen como Coro Suizo de la Ciudad de México en su gira artística en Hidalgo y Morelos.
El Coro ha participado en numerosos conciertos, en el 2005 fue invitado a cantar en Ixmiquilpan Hgo, en diversas presentaciones del Distrito Federal, en la misa de fin de curso del Instituto México Primaria, en concursos y en el 2009 fue invitado a cantar a Zimapán, Hidalgo.
- Datos: Q5672308